# Mike Watt
Michael David "Mike" Watt (20 de diciembre de 1957) es un bajista estadounidense, vocalista y compositor.
Es más conocido por ser el cofundador y bajista de las bandas de rock Minutemen, Dos, y Firehose. Es también el líder del supergroup Big Walnuts Yonder, miembro del grupo de art rock Banyan, y ha estado involucrado en otros múltiples proyectos musicales. Fue el bajista del grupo The Stooges de 2003 hasta 2013.
CMJ New Music se refirió a Watt como un "bajista seminal de post-punk". En noviembre de 2008, Watt recibió el premio por su trayectoria de la revista Bass Player Magazine, presentado por Flea.